# Knickflügel

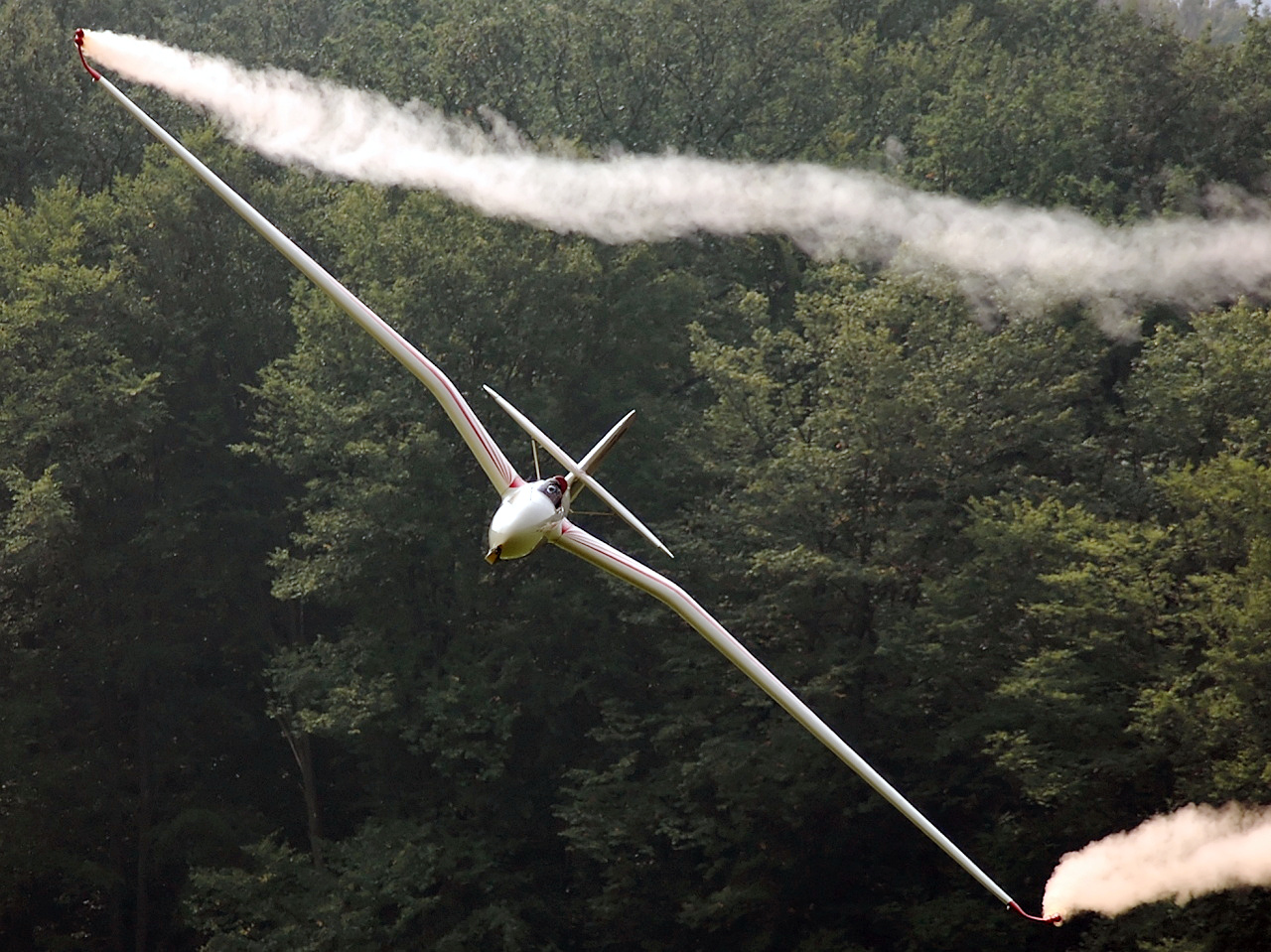
DFS Habicht – Segelflugzeug mit Knickflügeln

Übersicht über die Bauvarianten des Knickflügels

Knickflügel (englisch: gull wing, französisch: aile en mouette – jeweils auf Deutsch: Möwenflügel) sind eine Bauart bei Flugzeugen, bei der die Tragflächen – von der Längsachse aus gesehen – beiderseits des Flugzeugrumpfs V-förmig ausgelegt sind, also einen „Knick“ aufweisen.

## Bauvarianten
- Bei der Grundvariante verlaufen die beiden Außenflügelabschnitte meist mehr oder weniger waagrecht, die relativ kurzen Innenflügel bilden ein „V“. Ein Beispiel ist der DFS Habicht.
- Der Puławski-Flügel, der bei der PZL P.11 zu finden ist, stellt eine Sonderform der Knickflügel-Bauweise dar, bei der die Konstruktion als Schulterdecker ausgeführt wird.
- Eine andere Bauvariante hat vom Rumpf nach unten geneigte Innenflügel, d. h., sie bilden ein „umgekehrtes V“. Die Außenflügel sind fast waagrecht (Chance Vought F4U) oder steigen zu ihren Enden hin wieder markant an (Ju 87).
- Die Tragflächenstellung mit waagrechten Innenflügeln und relativ kurzen, nach oben abgeknickten Außenflügeln haben die klassischen Leichtflugzeuge der Firma Robin, wie die Jodel D140 und davon abgeleitete Modelle wie die Robin DR 300 und Robin DR 400.

Nicht mit der letztgenannten Variante zu verwechseln ist das Winglet, das gelegentlich zusätzlich am Ende eines Knickflügels auftritt. Dies ist beispielsweise bei der FA Smaragd der Fall.

## Nutzen

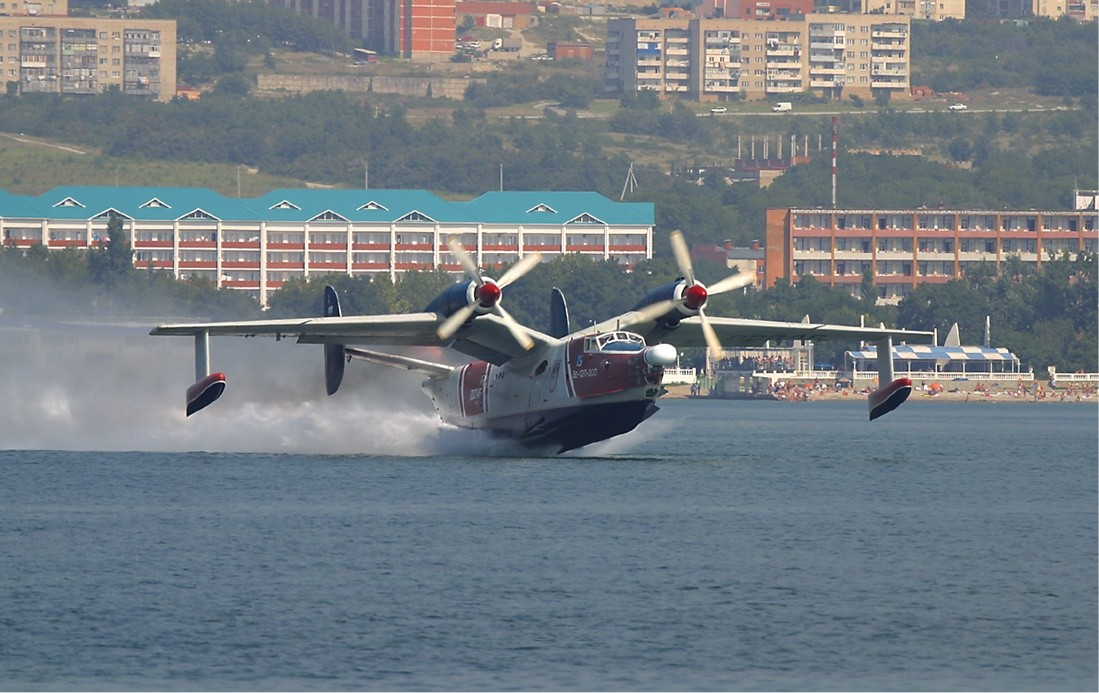
Berijew Be-12 – Wasserflugzeug mit Knickflügeln

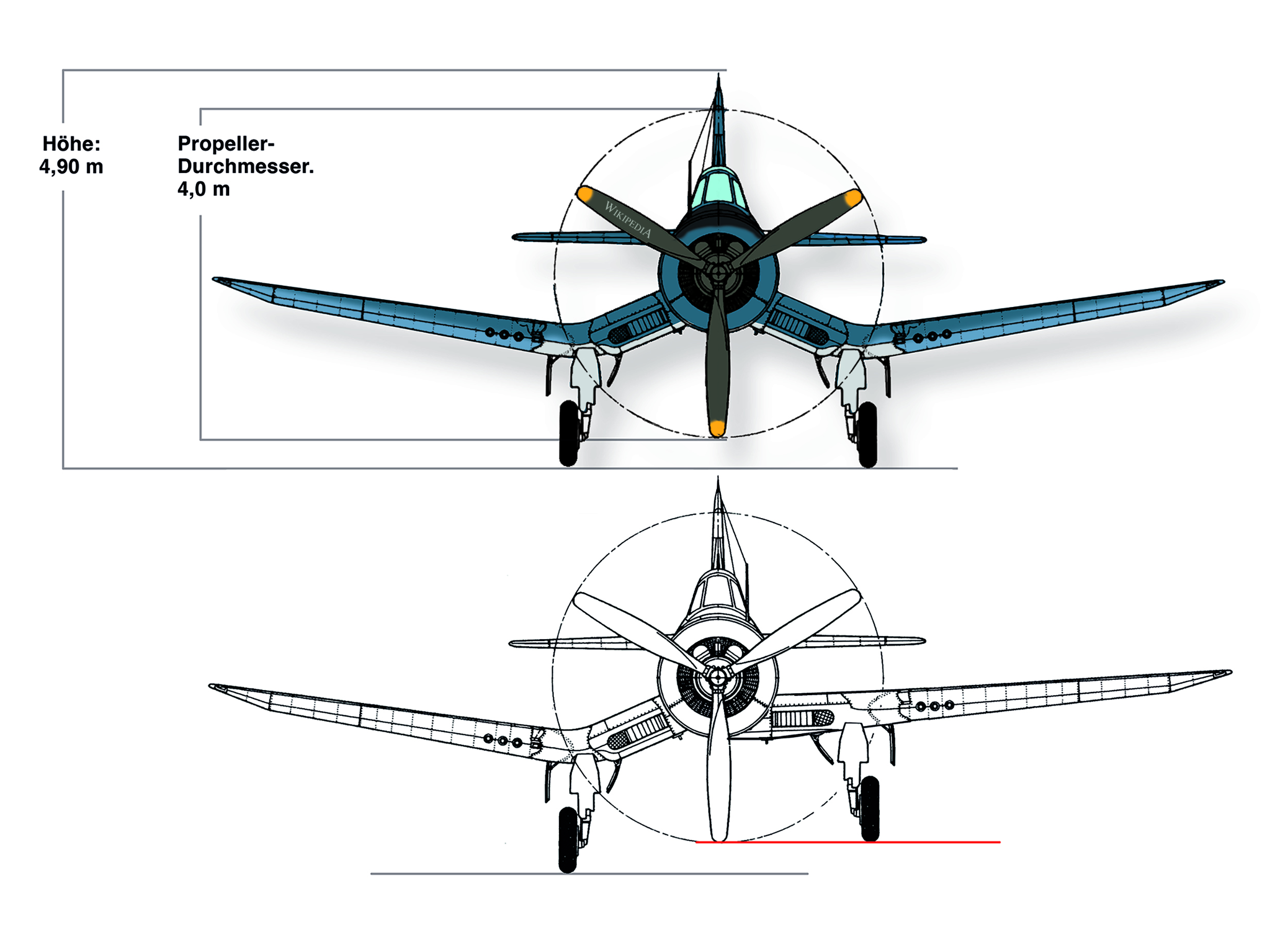
Grafische Erklärung des Grundes für die Anwendung des Knickflügel-Prinzips bei der Vought F4U. Anmerkung: Die rechte Tragfläche in der unteren Planskizze ist fiktiv.

Knickflügel sollen dem Flugzeug besonders in Kurvenlage eine höhere Querstabilität verleihen. Weitere Begründungen für den Einsatz von Knickflügeln in Verbindung mit unterschiedlicher Anordnung der Höhe der Tragflächen können bessere Sicht, kürzere Fahrwerke oder höher gelegene Motoren (bei Wasserflugzeugen) sein. Gelegentlich wird auch ein höher gelegener Rumpf (beim „umgekehrten V“) zur Verbesserung der Sicherheit der Passagierkabine bei einer Bauchlandung genannt (Bartini Stal-7).

### Invertierter Knickflügel (Vought F4U)
Ab den 1930er Jahren wurden in einmotorigen Militärflugzeugen immer stärkere Triebwerke mit immer größeren Propellern eingesetzt. Gleichzeitig musste aber ein ausreichender Abstand zwischen den Propellerspitzen und dem Boden beibehalten werden. Eine Verlängerung der Fahrwerksbeine ist ungünstig, da sie schwer, sperrig und schwächer als ihre kürzeren Gegenstücke sind. Der US-amerikanische Konstrukteur Rex B. Beisel wählte für die Vought F4U folgenden Ansatz:
Die „Corsair“, die von Anfang an als trägergestütztes Flugzeug konzipiert war, hatte nicht nur den größten Propeller (4 Meter Durchmesser) aller US-Jäger, sondern es war auch abzusehen, dass sie an Bord eines schwankenden Trägers raue Landungen erleiden würde. Durch die Übernahme des umgekehrten Knickflügels konnte ein kürzeres (ergo stabileres) Fahrwerk verbaut werden, das gerade zurückgefahren werden konnte. Gleichzeitig verschaffte Beisel dadurch der riesigen Luftschraube die nötige Bodenfreiheit.

## Historische Entwicklung
Die erste Nutzung eines Knickflügels im Segelflugzeug Weltensegler führte 1921 auf der Rhön zu einem tödlichen Absturz durch Flächenbruch aufgrund einer Fehlkonstruktion (siehe: Fliegerdenkmal (Wasserkuppe)). Danach wurde diese Bauweise zunächst nicht weiter verfolgt, bis sie Ende der zwanziger Jahre in Polen (Motorflugzeuge von Zygmunt Puławski) und dann in Deutschland (Segelflugzeuge von Alexander Lippisch) wieder aufgegriffen wurde. Den Höhepunkt ihrer Verbreitung erlebte die für damalige Verhältnisse relativ aufwändige Bauweise in den dreißiger und vierziger Jahren. Das erste erfolgreiche deutsche Flugzeug mit Knickflügeln war der Hochleistungssegler Fafnir, das bekannteste war das Sturzkampfflugzeug Ju 87. Mit den heutigen Berechnungs- und Fertigungsmethoden können wesentlich elaboriertere Flügelformen hergestellt werden.

## Weiteres
In der Elektronik wird der Begriff "gull wing" bei oberflächenmontierten Bauelementen (SMD) als Bezeichnung für eine häufig verwendete Anschlussform verwendet.

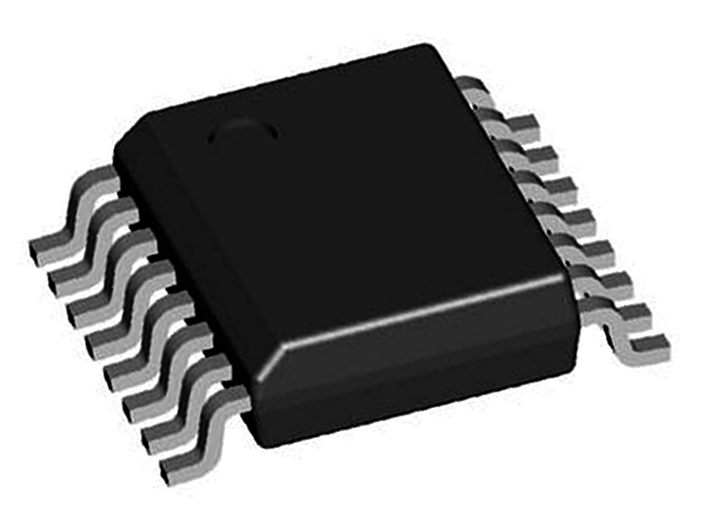
Knickflügel ("gull wing") bei SMD-Bauelementen